# شیوا ارسطویی
شیوا ارسطویی (اردیبهشت ۱۳۴۰ – ۱۷ اردیبهشت ۱۴۰۴) داستان‌نویس، مترجم و شاعر ایرانی بود. او داستان‌نویسی را اوایل دهه ۱۳۷۰ (خورشیدی) نزد رضا براهنی آموخته بود و کارشناسی بهداشت و کارشناسی ارشد مترجمی زبان انگلیسی داشت. او یکی از امضاکنندگان بیانیه ۱۳۴ نویسنده بود. مجموعه داستان‌های آمده بودم با دخترم چای بخورم، آفتاب مهتاب و من دختر نیستم و رمان‌های بی‌بی شهرزاد و افیون از آثار او هستند.

## فعالیت‌ها
شیوا ارسطویی در حوزه‌های گوناگونی از جمله ادبیات، ترجمه و سینما فعالیت داشت. او در گفتگویی در سال ۱۳۸۴ به وضعیت پیچیدهٔ زنان ایرانی پس از انقلاب ۱۳۵۷ به‌ویژه زنان نویسنده و هنرمند، اشاره کرده و گفت: «انسان بودن در این شرایط مشکل است، زن بودن مشکل‌تر. این یک واقعیت است و نمی‌شود انکارش کرد.»

### تدریس
ارسطویی سابقهٔ تدریس داستان‌نویسی در دانشگاه هنر تهران و دانشگاه فارابی را داشت و پس از آن در یکی از دانشگاه‌های غیرانتفاعی هنر در حال تدریس بود. او همچنین سال‌ها کارگاه داستان‌نویسی وانکا را برگزار کرد.

### سینما
شیوا ارسطویی از نخستین روزهای جنگ ایران و عراق به عنوان امدادگر داوطلب در جبهه حضور داشته و به همین علت در چند فیلم دفاع مقدس به عنوان مشاور کارگردان فعالیت کرده بود. او همچنین بازیگری در چند فیلم کوتاه را تجربه کرد.

### بیانیه ۱۳۴ نویسنده
شیوا ارسطویی یکی از امضاکنندگان بیانیه ۱۳۴ نویسنده بود که در آن خواستار آزادی اندیشه، بیان و نشر آثار خود شده و به سانسور اعتراض کرده بودند.
در اردیبهشت ۱۳۹۴ حراست و نماینده پلیس امنیت، کتاب من و سیمین و مصطفی نوشته شیوا ارسطویی را با وجود داشتن مجوز انتشار ناشر از نمایشگاه کتاب تهران آن سال جمع‌آوری کردند.

## جایزه
مجموعه داستان آفتاب مهتاب شیوا ارسطویی در سال ۱۳۸۲ موفق به کسب جایزهٔ ادبی یلدا و همچنین جایزه ادبی هوشنگ گلشیری شد.

## مرگ
شیوا ارسطویی در شامگاه ۱۷ اردیبهشت ۱۴۰۴ در ۶۴ سالگی درگذشت. برخی منابع احتمال مرگ خودخواسته مطرح کرده‌اند، هرچند علت مرگ وی به‌طور رسمی تأیید نشده است.

### مجموعه داستان
- آمده بودم با دخترم چای بخورم (۱۹۹۴)
- آفتاب و مهتاب (۱۹۹۸)

### رمان
- او را که دیدم زیبا شدم (داستان بلند) (۱۹۹۱)[۹]
- نسخه اول (۱۹۹۸)
- آسمان خالی نیست (۲۰۰۳)
- بی‌بی شهرزاد (۱۳۸۳)
- افیون (چاپ آلمان)
- خوف (۲۰۱۳)[۱۰]
- نی نا (۲۰۱۵)
- ولی دیوانه‌وار… (۲۰۱۸)

### مجموعه شعر
- گم
- بیا تمامش کنیم

### فیلم کوتاه
- روز برمی‌آید (۱۳۷۸)
- خاموشی (۱۳۸۲)